# Al-Masri al-youm
Pour les articles homonymes, voir Youm.
Al-Masri al-youm (en arabe : المصري اليوم , L'Égyptien aujourd'hui) est un quotidien égyptien, fondé en 2002 et ayant paru pour la première fois en 2004, qui durant les dernières années de la présidence de Moubarak adopta une ligne d'opposition. Il possède un site internet et une version en anglais, Egypt Independent.

## Histoire
Al-Masri Al-Youm (« L'égyptien aujourd'hui »), est créé fin 2002 par Salah Diab, un homme d'affaires égyptien, dont le grand-père, Taoufik Diab, était l'un des éditeurs les plus célèbres des années 1930 et 1940. Hisham Kassem, ancien rédacteur en chef d'un hebdomadaire anglophone Cairo Times est également l'un des fondateurs de ce journal.

Logo du journal

Le 7 juin 2004 paraît le premier numéro,,. Il s'adresse d'abord à l'élite intellectuelle cairote, avec un positionnement plutôt libéral, tablant aussi sur la qualité des analyses plutôt que sur des reportages de presse à sensation. Au bout de 3 ans, le journal concurrence Al-Ahram comme quotidien national de référence, quoique son tirage reste inférieur (200 000 contre 300 000). Il s'en démarque par sa liberté de ton, et couvre des sujets que passe sous silence la presse officielle, comme les manifestations du  mouvement d'opposition Kifaya ("Ça suffit !"). Après le coup d’état militaire de 2013 contre le président islamiste élu Mohamed Morsi, Al-Masri Al-Youm soutient le nouveau pouvoir et cesse d'être considéré comme un média d’opposition. 
Le quotidien Egypt Independent, initialement supplément hebdomadaire en langue anglaise d’Al-Masri Al-Youm, a été fermé en avril 2013 par la direction d'Al-Masri Al-Youm, après la publication d’un article critiquant les forces armées égyptiennes. Un site, avec des articles traduits en anglais, subsiste. En juin 2013, d'anciens journalistes d'Egypt Independent ont fondé le site d'information Mada Masr. Celui-ci, victime de la censure, est inaccessible en Egypte depuis 2017.

## Site web
Le site web est conçu comme une version électronique de la version papier. Le site en anglais reprend la majorité des articles arabes, mais pas exhaustivement.

## Dirigeants

### Rédacteurs en chef
- Magdi Mohana (2004)
- Anwar El Hawari (2004-2005)
- Magdi El Galad (2005-)

### Directeurs
- Hisham Kassem (2004-2006), ancien rédacteur en chef de l'hebdomadaire anglophone Cairo Times